# Neufchef
Neufchef là một xã trong vùng Grand Est, thuộc tỉnh Moselle, quận Thionville-Ouest, tổng Algrange. Tọa độ địa lý của xã là 49° 19' vĩ độ bắc, 06° 01' kinh độ đông. Neufchef nằm trên độ cao trung bình là 310 mét trên mực nước biển, có điểm thấp nhất là 205 mét và điểm cao nhất là 365 mét. Xã có diện tích 16,72 km², dân số vào thời điểm 1999 là 2483 người; mật độ dân số là 148 người/km². Neufchef nằm về phía tây của Thionville.

## Thông tin nhân khẩu
| 1962  | 1968  | 1975  | 1982  | 1990  | 1999  |
| ----- | ----- | ----- | ----- | ----- | ----- |
| 2.616 | 2.935 | 3.226 | 2.922 | 2.521 | 2.483 |